# آمازون سیلک
 آمازون سیلک  یک مرورگر وب است که توسط شرکت آمازون طراحی و توسعه توسط داده شده‌است. سیلک در زبان انگلیسی به معنی ابریشم می‌باشد. این مرورگر در ماه نوامبر سال ۲۰۱۱ برای کیندل فایر و فایرفون راه اندازی شد و نسخه مخصوص فایر تی وی هم در ماه نوامبر سال ۲۰۱۷ راه اندازی گردید.
این مرورگر، از یک معماری تقسیم شده بهره می‌برد که در آن بخشی از عملیات پردازش بر روی سرورهای آمازون انجام می‌شود تا عملکرد بارگذاری صفحات وب را بهبود ببخشد.
سیلک بر اساس پروژه منبع باز کروم ساخته شده‌است و از موتور چیدمان بلینک استفاده می‌کند.

## معماری
سیلک، برای هر صفحه وب، تصمیم می‌گیرد که کدام یک از زیر سیستم‌های مرورگر (عملیات شبکه، اچ تی ام‌ال یا رندرینگ صفحه) به صورت محلی بر روی دستگاه اجرا شوند و کدام یک به صورت از راه دور بر روی سرورهای آمازون EC2 اجرا گردند.
سیلک برای سرعت بخشیدن بارگذاری صفحات وب از پروتکل Google SPDY استفاده می‌کند. حتی اگر وب سایتهایی با SPDY بهینه‌سازی نشده باشند، در صورتی که از طریق سرورهای آمازون ارسال شوند، سیلک می‌تواند برای آنها هم بهینه‌سازی کارایی بر مبنای SPDY را فراهم کند. برخی از ارزیابی کنندگان دریافتند که این تقویت مبتنی بر ابر لزوماً باعث بهبود سرعت بارگذاری صفحات نمی‌شود و بیشتر در صورتی که اتصال اینترنت خیلی پر سرعت باشد یا صفحات وب خیلی ساده باشند این بهبود کارایی قابل مشاهده است.
برخی سازمان‌های حافظ حریم خصوصی نگرانی‌هایی در این خصوص ابراز داشته‌اند که نحوه ای که سیلک ترافیک را به سرور خود منتقل می‌کند، باعث می‌شود که در واقع به عنوان یک ارائه دهنده خدمات اینترنت برای کسانی که از این مرورگر استفاده می‌کنند عمل نماید، به این معنی که محتویات مورد درخواست کاربران را روی سرورهای خود کش و نگهداری بنماید. مرورگر سیلک دارای گزینه ای برای خاموش کردن پردازش سمت سرور آمازون می‌باشد، بنابراین کاربران می‌توانند در صورت عدم تمایل به استفاده از این روش، آن را غیرفعال کنند. در ۲۶ ژوئیه ۲۰۱۶ گزارش شد که سیلک از دسترسی به گوگل بر روی پروتکل HTTPS جلوگیری می‌کند، اما این خطای نرم‌افزاری همان موقع برطرف گردید.

## نام
آمازون می‌گوید: «یک ریسه سیلک، فرایندی نامرئی و در عین حال فوق‌العاده قوی در ارتباط دادن بین دو چیز متفاوت است» و به این ترتیب مرورگر آمازون سیلک را به عنوان ارتباطی بین کیندل فایر و سرورهای آمازون EC2 می‌نامد.